# Compressidens platyceras
Compressidens platyceras är en blötdjursart som beskrevs av Sharp och Henry Augustus Pilsbry 1897. Compressidens platyceras ingår i släktet Compressidens, ordningen Gadilida, klassen tandsnäckor, fylumet blötdjur och riket djur. Inga underarter finns listade i Catalogue of Life.